# Distretto di Ninabamba (Cajamarca)
Il distretto di Ninabamba è uno degli undici distretti  della provincia di Santa Cruz, in Perù. Si trova nella regione di Cajamarca e si estende su una superficie di 60,04 chilometri quadrati.

Istituito il 21 aprile 1950, ha per capitale la città di Ninabamba; al censimento 2005 contava 3.214 abitanti.